# Papel sellado
El papel sellado o timbrado es un tipo especial de papel que contiene un impuesto de timbre, y que es exigido, en ciertos países, para efectuar trámites judiciales o administrativos.

## Historia

Ejemplar de papel sellado en 1640 para la Real Audiencia de Quito.

En 1632, junto con el estanco del tabaco, las Cortes de Castilla aprobaron el estanco del papel sellado, presentado como aplicación de los derechos y regalías del monarca, con objeto de mejorar la fiabilidad de las escrituras públicas y contribuir a los gastos de la monarquía.
El impuesto quedó definido por la Real Pragmática de 1636, de 15 de diciembre, de modo que desde el primero de enero de 1637 no tendrían ningún valor los documentos que no llevasen el sello, de los que se manda hacer cuatro (el más caro, de ocho reales, para todo tipo escrituras, cédulas y otros documentos administrativos).
Su importancia para la consolidación de la moderna burocracia, así como para la historia administrativa y financiera resulta fundamental. Cinco años después Jean-Baptiste Colbert introdujo en Francia un sistema similar.

## Usos
El papel timbrado ha sido ampliamente utilizado en todo el mundo para recaudar impuestos sobre documentos como arrendamientos, acuerdos, recibos, testamentos y muchos otros. Los papeles se compran en blanco aparte del sello preimprimido y están disponibles en oficinas de abogados, oficinas de correos y tribunales de acuerdo con las regulaciones locales. Las partes implicadas lo presentan ante el tribunal u otra parte interesada. Es una forma eficiente de recaudar impuestos sin necesidad de presentarlos a una oficina del gobierno.